# Andrej Željabov
Andrej Ivanovič Željabov (rusky Андрей Иванович Желябов, 17. srpnajul./ 29. srpna 1851greg., Nikolajevka, Ruské impérium – 3. dubnajul./ 15. dubna 1881greg., Petrohrad, Ruské impérium) byl ruský revolucionář, člen organizace Svoboda lidu a organizátor atentátu na Alexandra II.

## Životopis
Roku 1869 vystudoval Željabov gymnázium v Kerči, poté odešel na právnickou fakultu v Oděse. Z univerzity byl roku 1871 vyhnán pro účast na studentských nepokojích a poslán do Čerkas, kde se stal členem podzemí organizace Gromada.
Po návratu do Oděsy se Željabov stal členem organizace Čajkovců. Roku 1874 byl zatčen a poté propuštěn na kauci. I přesto pokračoval v ilegálních aktivitách. Roku 1878 odešel do Podolsku, kde mezi rolnictvem propagoval marxismus.

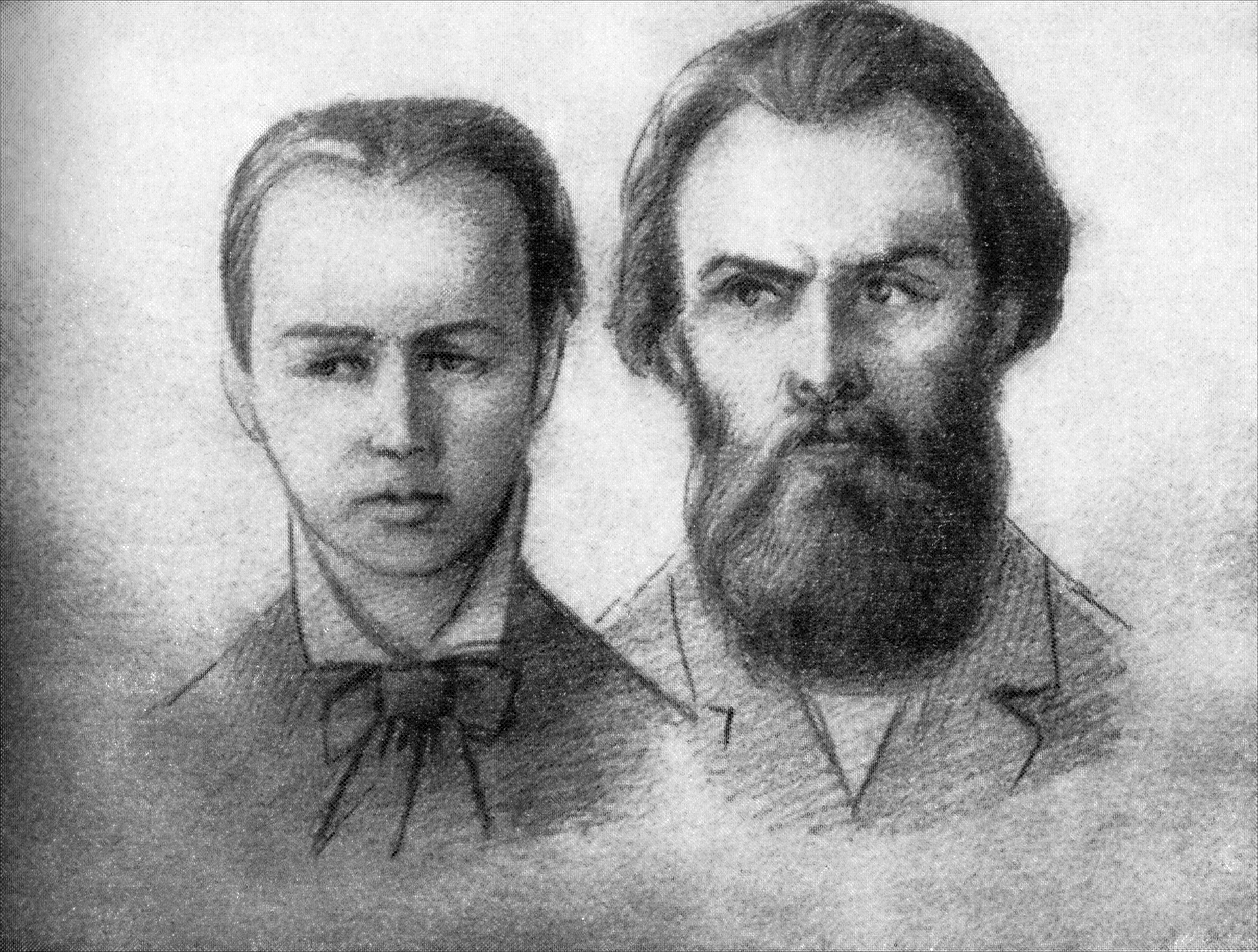
Željabov a Perovská u soudu po smrti Alexandra II.

Željabov postupně přestal věřit v marxismus a nadchl se pro terorismus. Roku 1879 měl nechat vyhodit do vzduchu vlak s Alexandrem II. a jeho milenkou Jekatěrinou Dolgorukovovou. Ještě před výbuchem však byla nálož odhalena a odstraněna. V únoru 1880 nechal prostřednictvím Stěpana Chalturina způsobit výbuch ve velké jídelně Zimního paláce. Zemřelo při něm 11 gardistů, zraněno bylo 45 osob, car však přišel pozdě, zdržen bulharským knížetem.
O rok dřív přišel do skupiny Půda a svoboda a stal se jedním z hlavních obhájců terorismu. Po rozštěpení skupiny přišel do organizace Svoboda lidu a přispíval do jejích novin "Dělnický úřední list". V té době poznal revolucionářku Sofii Perovskou.

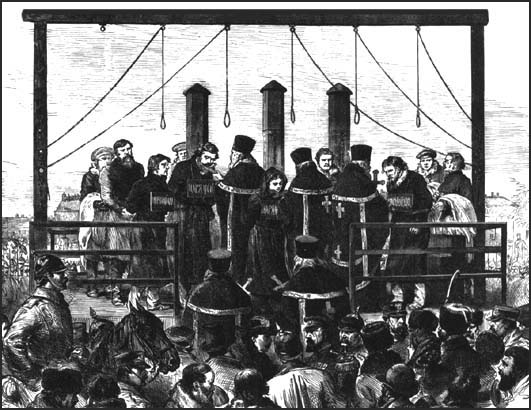
Poprava Željabova a jeho spolupracovníků

Roku 1881 se stal jedním z organizátorů atentátu na Alexandra II., který byl tentokrát úspěšný. Ještě před atentátem však byl Željabov zatčen. Po atentátu a dopadení ostatních spolupracovníků byl odsouzen k trestu smrti a 15. dubna 1881 popraven.
Lenin později přirovnával Željabova k takovým revolucionářům, jako byli např. Maxmilien Robespierre či Giuseppe Garibaldi.